# Aigue Nègre
Aigue Nègre – potok we Francji, przepływający przez teren departamentu Ardèche, o długości 4,6 km, będący pierwszym prawym dopływem Loary. Znajduje się na terenie Parku Regionalnego Gór Ardèche.

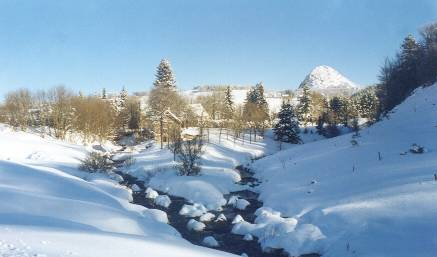
Ujście Aigue Nègre do Loary zimą

Przebieg potoku Aigue Nègre w całości znajduje się na terenie gminy Sainte-Eulalie. Przybiera kierunek południowy aż do ujścia do Loary.
Nazwa rzeki została nadana z powodu czarnego koloru jego wód, który ma związek z obecnością skał wulkanicznych. Erupcje wulkanów były częste w tych okolicach jeszcze 12 000 lat temu.